# Station Enschede Kennispark
Station Enschede Kennispark (verkorting: Esk) is een Nederlands station. Het is geopend in 1996 voor het bedrijventerrein Drienerlo, dat ten westen van Enschede ligt. De Grolsch Veste van voetbalclub FC Twente ligt er tegenover. Even verderop ligt ook de campus van de Universiteit Twente. Tot 13 december 2015 heette het station Enschede Drienerlo.
Het station heeft een opvallend kegelvormig glazen stationsgebouwtje. Op de begane grond bevindt zich een broodjeswinkel. Bovenin, op perronhoogte, is een wachtruimte. De twee perrons, aan weerszijden van de twee sporen, liggen tegenover elkaar op de spoordijk. Via een brede tunnel kan men beide perrons bereiken. Fietsers kunnen gebruik maken van deze tunnel om hun weg op de F35 te vervolgen.

## Verbindingen

### Treinen
De volgende treinseries stoppen in station Enschede Kennispark.
| Serie      | Treinsoort        | Route                                                                    | Bijzonderheden                      |
| ---------- | ----------------- | ------------------------------------------------------------------------ | ----------------------------------- |
| 7000       | Sprinter (NS)     | Apeldoorn – Deventer – Almelo – Hengelo – Enschede Kennispark – Enschede | Rijdt in de spits van/naar Enschede |
| 7900 RS 23 | Sprinter (Keolis) | Zwolle – Almelo – Hengelo – Enschede Kennispark – Enschede               | Onderdeel van Blauwnet              |

Vanaf december 2009 reed de 7900-serie niet verder dan station Nijverdal in verband met de aanleg van een spoortunnel. Per 1 april 2013 is deze verbinding hersteld.
Om rellen tijdens een voetbalwedstrijd te voorkomen kunnen de perrons voor een deel worden afgesloten met hekken. Er wordt dan een voetgangerstunnel geopend zodat vanaf het stadion het perron aan de andere kant direct bereikbaar is. Bij thuiswedstrijden van FC Twente rijden er supporterstreinen als stoptrein tussen Rijssen en Enschede, rijden de reguliere treinen met meer capaciteit en stoppen de intercity's tussen Hengelo en Enschede ook op Enschede Kennispark. Het vergroten van de capaciteit van sprinters en het te Enschede Kennispark laten stoppen van intercity's gebeurt jaarlijks ook op de ochtend na de Batavierenrace, om de duizenden studenten die dan vanaf de universiteitscampus vertrekken weer naar huis te kunnen vervoeren.
Eind 2006 is de vrij toegankelijke fietsenstalling van het station in oostelijke richting uitgebreid.

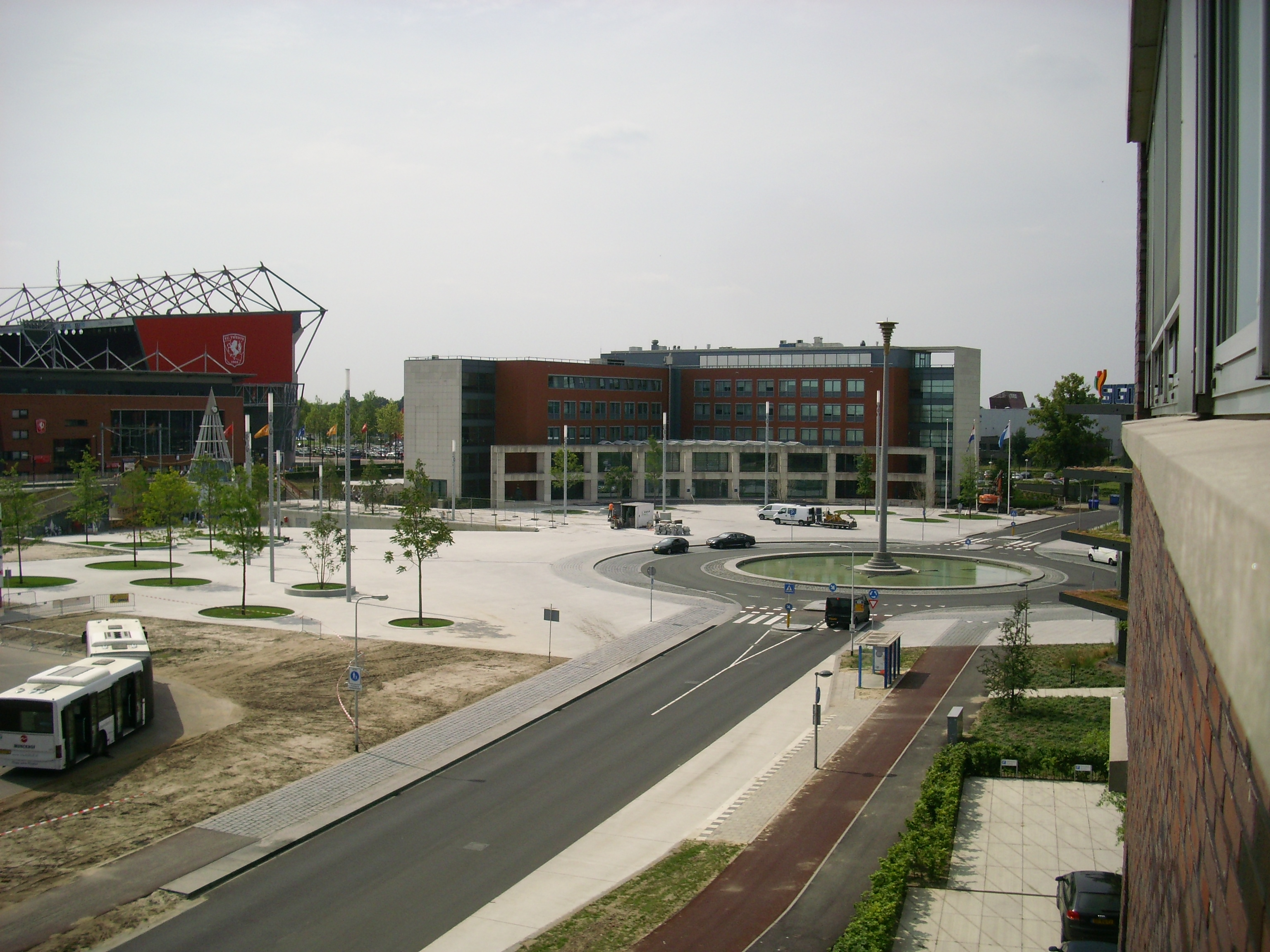
Stationsplein (2013)

Station Enschede Kennispark juni 2019

### Bussen
Langs station Enschede Kennispark loopt buslijn 1 (Wesselerbrink - Station Enschede - Universiteit Langenkampweg), die twee tot vier keer per uur bij het station stopt.

#### Tijdens voetbalwedstrijden
Bij een voetbalwedstrijd van FC Twente wordt station Enschede Kennispark niet bediend door lijn 1. De bussen van deze lijn rijden dan via de Hengelosestraat naar de Universiteit Twente. Er wordt door Syntus Twente tijdens de wedstrijden van FC Twente gereden met pendelbussen tussen het Stationsplein naar de parkeerterreinen op de campus van de Universiteit Twente.

## Ontwikkeling aantal reizigers
Het aantal door NS vervoerde reizigers (per gemiddelde werkdag) ontwikkelde zich sedert 2019 als volgt:
| Jaar | Aantal reizigers |
| ---- | ---------------- |
| 2019 | 392              |
| 2020 | 154              |
| 2021 | 181              |
| 2022 | 257              |
| 2023 | 344              |
| 2024 | 332              |

## Afbeeldingen

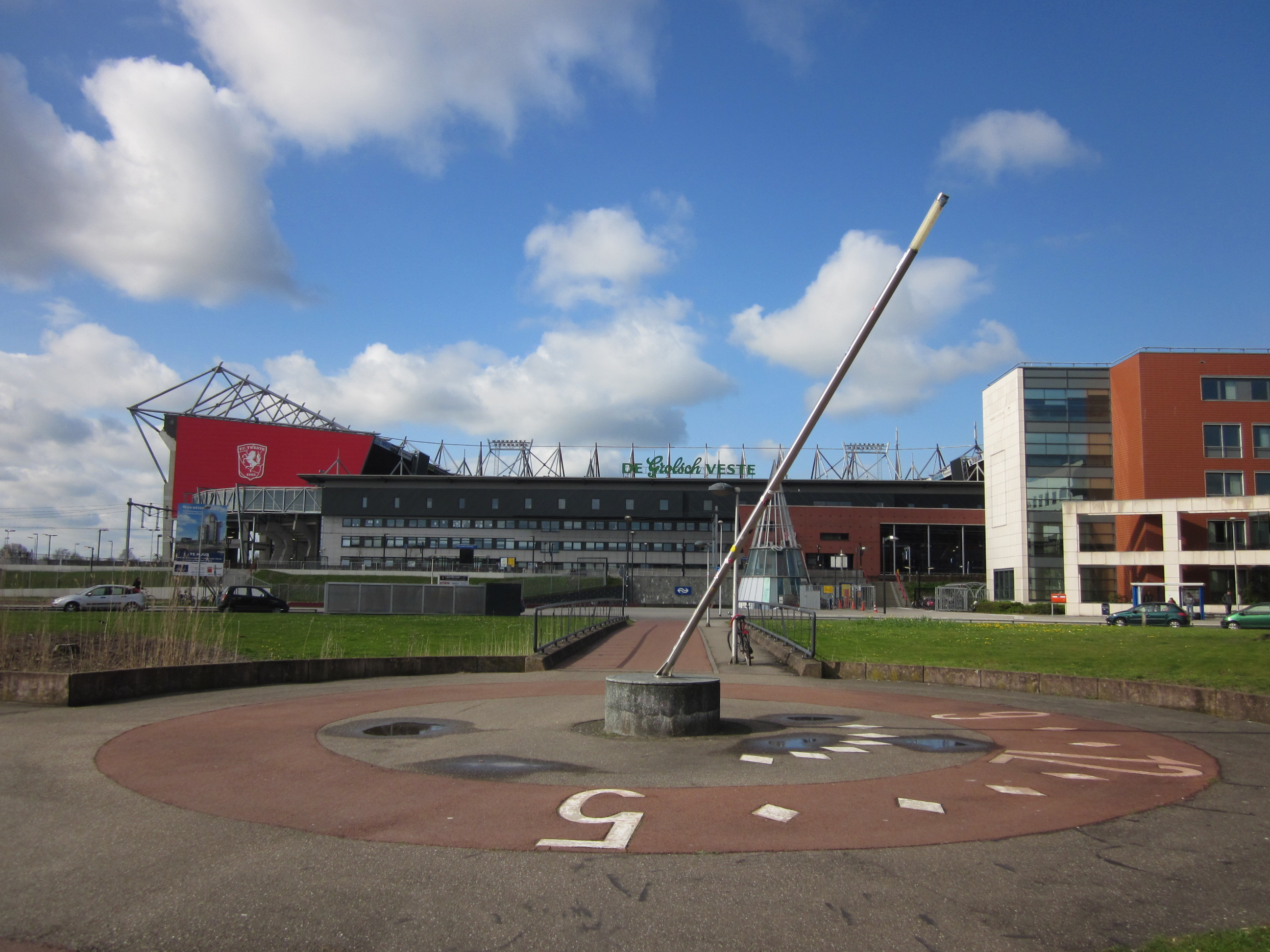
Zonnewijzer bij het station
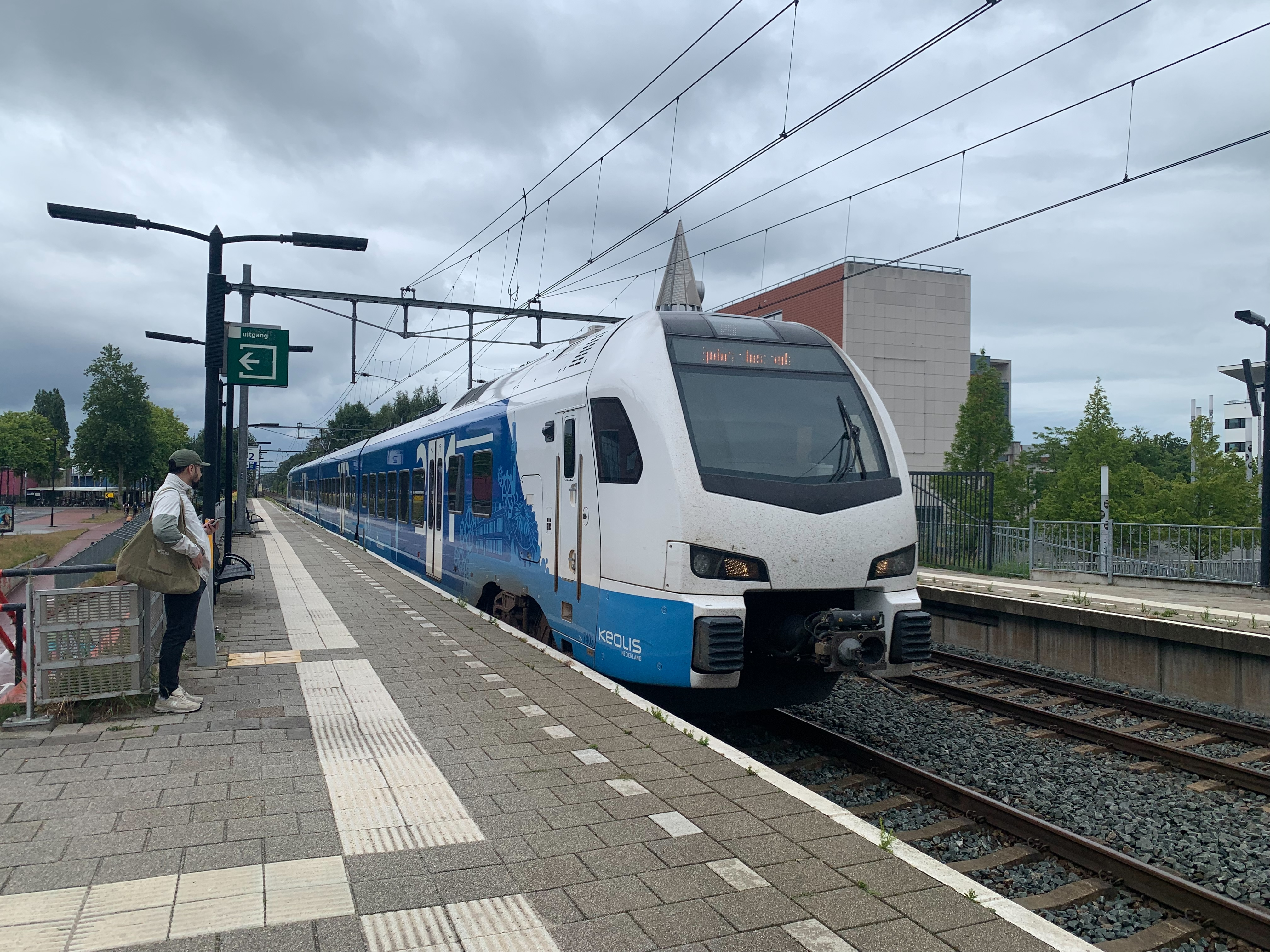
Keolis FLIRT op het station
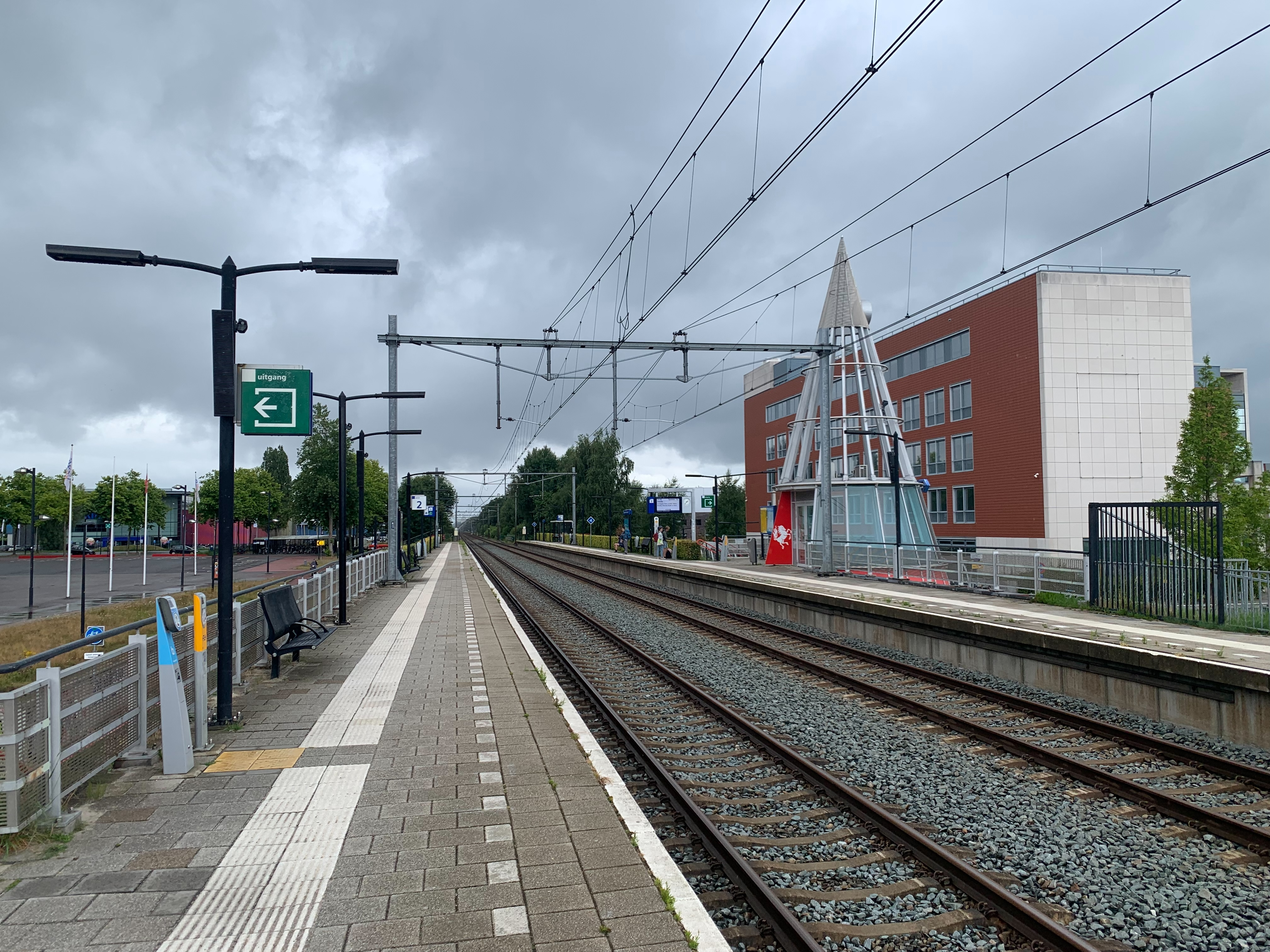
Perrons
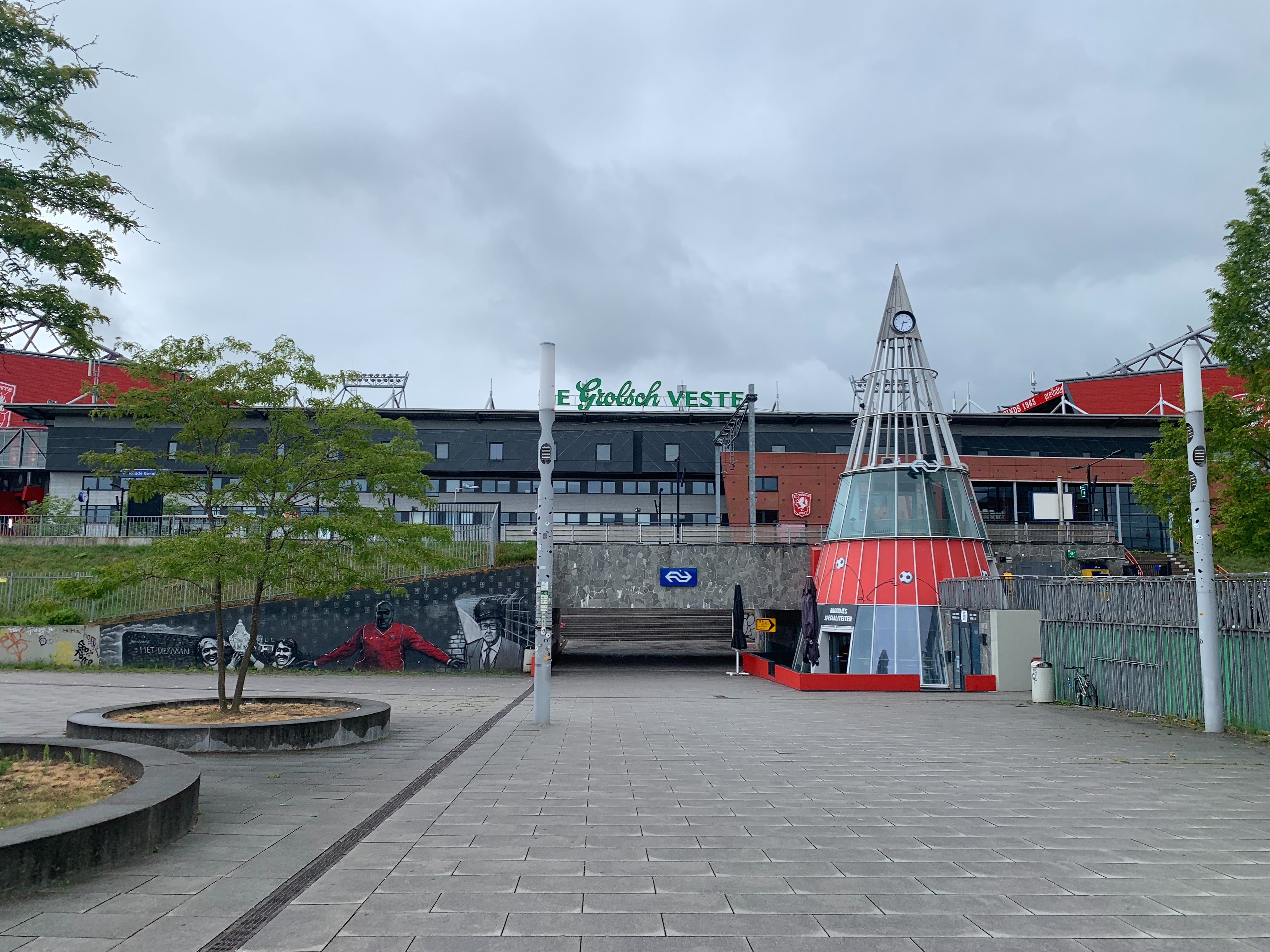
Station in 2022

0: Zutphen ·
0,5: Nieuwstad ·
3,1: Eefde ·
10,2: Laren-Almen ·
16,9: Lochem ·
24,3: Markelo ·
30,1: Goor ·
34,7: Wiene ·
39,7: Delden ·
43,4: Hengelo Gezondheidspark ·
43,8: Tuindorp-Nijverheid ·
45,6: Hengelo ·
46,4: Hengelo FBK stadion ·
47,4: De Waarbeek ·
49,3: Enschede Kennispark ·
53,2: Enschede ·
53,7: Hengeloschestraat ·
54,2: Oldenzaalschestraat ·
57,9: Enschede De Eschmarke ·
59,4: Glanerbrug
Almelo · 
-De Riet · 
Borne · 
Daarlerveen · 
Dalfsen · 
Delden · 
Deventer · 
-Colmschate · 
Enschede · 
-De Eschmarke · 
-Kennispark · 
Glanerbrug · 
Goor · 
Gramsbergen · 
Hardenberg · 
Heino · 
Hengelo · 
-Gezondheidspark ·
-Oost · 
Holten · 
Kampen · 
-Zuid ·
Mariënberg · 
Nijverdal · 
Oldenzaal ·
Olst · 
Ommen · 
Raalte ·
Rijssen · 
Steenwijk · 
Vriezenveen · 
Vroomshoop · 
Wierden · 
Wijhe · 
Zwolle · 
-Stadshagen
Stations van de Museum Buurtspoorweg:
Haaksbergen · Zoutindustrie · Boekelo

Voormalige stations: zie de lijst van voormalige spoorwegstations in Overijssel